# ESBL
ESBL (z ang. extended-spectrum beta-lactamases) – β-laktamazy o rozszerzonym spektrum działania. Nie należy mylić tej grupy z enzymami o szerokim spektrum (klasycznymi β-laktamazami).
ESBL rozkłada antybiotyki zawierające pierścień β-laktamowy – antybiotyki β-laktamowe, wszystkie z wyjątkiem cefamycyn i karbapenemów, tj. penicyliny, cefalosporyny oraz monobaktamy. Szczepy bakteryjne zdolne do syntezy ESBL zalicza się do patogenów alarmowych (alert pathogens). Należą do nich bakterie z rodziny Enterobacteriaceae (Escherichia coli, Salmonella enterica, Klebsiella pneumoniae). Często charakteryzują się one wielolekoopornością, co prowadzi do ograniczenia możliwości doboru skutecznej antybiotykoterapii. β-laktamazy typu ESBL są najczęściej kodowane przez duże plazmidy, co ułatwia ich szybkie i niekontrolowane rozprzestrzenianie się wśród pałeczek Gram-ujemnych. 
W laboratorium mikrobiologicznym wykrywa się go dzięki odpowiedniemu ułożeniu krążków z antybiotykami lub zastosowaniu specjalnych testów.